# E-100 전차
E-100 초중전차는 제2차 세계 대전 당시 아들러사가 포르쉐사의 8호 전차 마우스와 경쟁할 목적으로 1943년 3월부터 개발이 시작되었다. 또한 설계상으로는 8호 전차 마우스보다 개선된 전차였지만 초중전차의 한계를 넘을 순 없었다. 그러나, E-100전차는 실전에 투입되지 못하고 연합군에게 나포당했다.

## 대중 매체에서
이렇게 행방이 묘연한 E-100전차도 대중 매체에서는 등장한다.
- 워썬더
- 월드 오브 탱크
- 월드 오브 탱크 블리츠

## 같이 보기
- 8호 전차 마우스
- 초중전차